# Aserbaidschanische Basketballnationalmannschaft der Damen
Die aserbaidschanische Basketballnationalmannschaft der Damen vertritt Aserbaidschan im internationalen Basketball und wird vom nationalen Basketballverband ABF (aserbaidschanisch Azərbaycan Basketbol Federasiyası) organisiert.
Aserbaidschan wurde 1994 Mitglied der FIBA, nachdem es 1991 mit dem Zerfall der Sowjetunion seine Unabhängigkeit erlangt hatte. Davor traten in Aserbaidschan geborene Spielerinnen für die Nationalmannschaft der Sowjetunion an. Obwohl Aserbaidschan geografisch in Vorderasien liegt, ist der Aserbaidschanische Basketballverband Mitglied der FIBA Europa.
Bisher konnte sich die Mannschaft noch zu keinem größeren internationalen Wettbewerb qualifizieren.

## Abschneiden bei internationalen Wettbewerben

### Olympische Spiele
| - keine |

### Weltmeisterschaften
| - keine |

### Europameisterschaften
| - keine |

## Kader
Eine Übersicht des Kaders findet sich beispielsweise auf dem Internetportal eurobasket.com (s. Abschnitt Weblinks).